# 배상면
배상면(裵商冕, 1924년 9월 22일 ~ 2013년 6월 7일)은 대한민국의 기업가이다. 호는 우곡(又麯, 또 누룩을 생각한다는 의미). 일제강점기를 거치며 사라진 대한민국 전통주 시장을 개척했다. 본관은 달성.

## 생애
대구에서 태어났다. 경북대학교 농예화학과 졸업하고 1952년부터 대구에서 기린 주조장을 경영하며 1960년 기린 소주를 개발했다. 1983년 국순당의 전신이 된 배한산업을 설립하고, 1991년 백세주를 개발했다. 2002년에는 배상면 주류연구소 설립했다.
2013년 숙환으로 별세했다.

## 가족
- 배중호(장남): 국순당 운영
- 배혜정(장녀): 배혜정도가 운영
- 배영호(차남): 배상면주가 창업

## 저서

### 편역
- 《조선주조사(朝鮮酒造史)》
- 《일본 청주 제조 기술(日本淸酒製造技術)》

### 공저
- 《과실 및 약용식물을 이용한 가양주 만들기》(홍선천, 배상면)

### 논문
- 《백하주를 통해서 본 전통약주의 문헌적 고찰》

### 자서전
- 《도전 없는 삶은 향기 없는 술이다》[3]